# École royale de la Marine du Havre
L'École royale de la Marine du Havre est une école navale créée par le roi Louis XV en 1773 pour rénover la formation des officiers de la Marine royale pratiquée par les Compagnies des gardes de la marine. Elle est fermée en 1775 par le roi Louis XVI.

## Histoire
Le 29 août 1773, le roi Louis XV signe à Compiègne une ordonnance, portant la création d'une « École royale de marine au Havre », à l'instigation de Pierre Étienne Bourgeois de Boynes, son ministre de la Marine et des Colonies. Le roi précise que cette école a pour but d'« y instruire et exercer, tant dans la théorie que dans la pratique, les jeunes gens qui se destinent au service de la mer ». Ses élèves, dénommés : « élève de l'École royale de la Marine » sont formés pour entrer comme officiers dans la Marine royale.
Sous le roi Louis XVI, l'école est supprimée le 2 mars 1775.